# William Edward Rolston

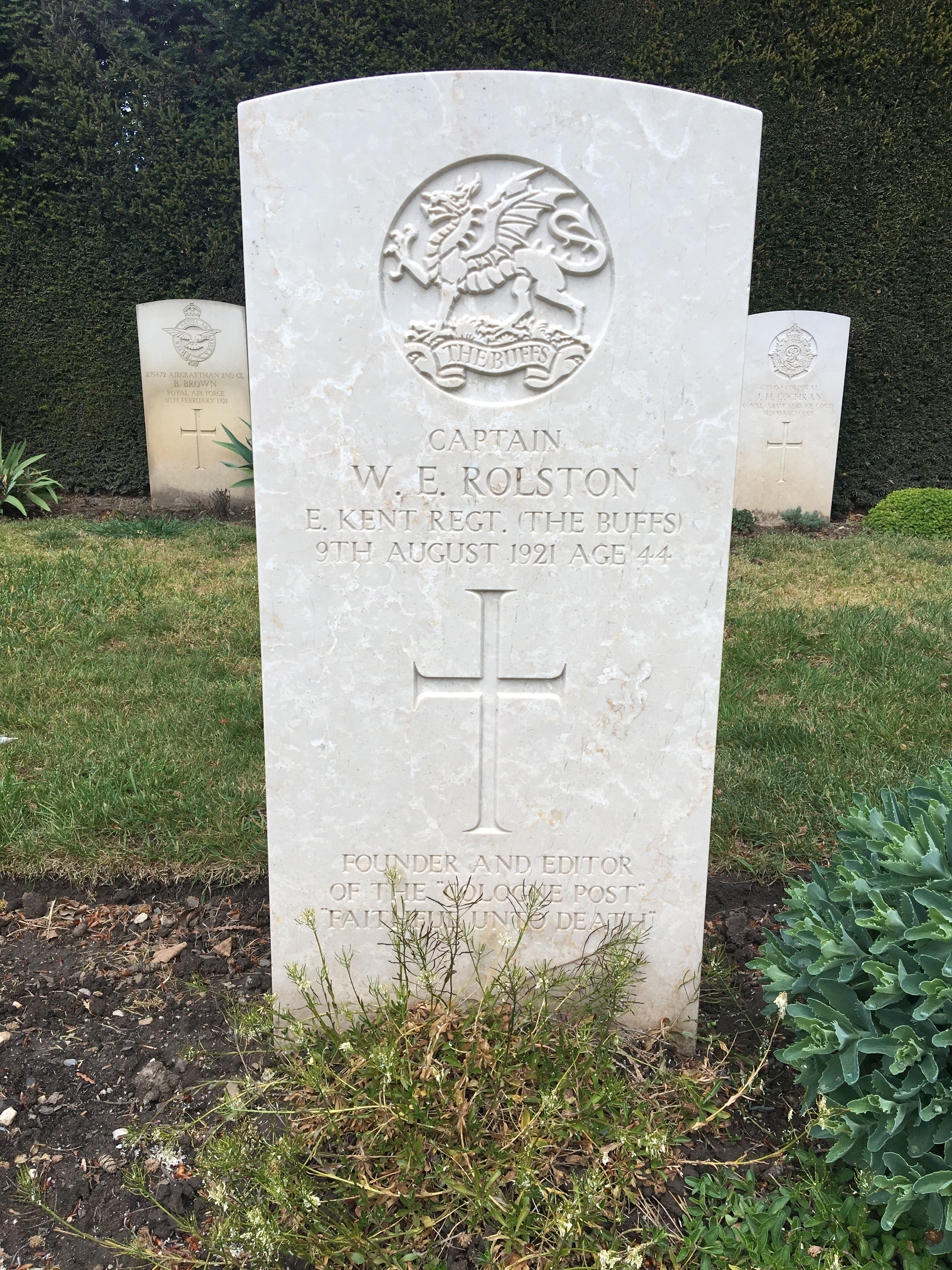
Grabmal William Edward Rolston auf dem Kölner Südfriedhof

William Edward Rolston (* 18. Oktober 1876 in Birmingham; † 9. August 1921 in Köln) war ein britischer Astronom, Soldat und Gründer der The Cologne Post, der ersten englischsprachigen Tageszeitung in Deutschland.

## Lebensweg
Rolston war der Sohn eines Herstellers von Thermometern. In Birmingham besuchte er die George Dixon Higher Grade School und studierte anschließend am Royal College of Science in London und dann an der Cambridge University Astronomie. 1904 wurde er gewähltes Mitglied der Royal Astronomical Society. Seine Forschungsergebnisse flossen auch in Joseph Norman Lockyer Arbeit Further Researches on the Temperature Classification of Stars mit ein. Er arbeitete am Solar Physics Observatory in South Kensington. 1915 bewarb er sich bei der British Army. 1918 wurde er nach Frankreich und Flandern geschickt als Teil des militärischen Nachrichtenwesens. 1919 kam er ins besetzte Köln als Stabsmitglied des Militärgouverneurs und bekam den Auftrag zur Gründung einer Zeitung. 1921 verstarb er und hinterließ  seine Frau Amy Rolston und Kinder.

## Grab

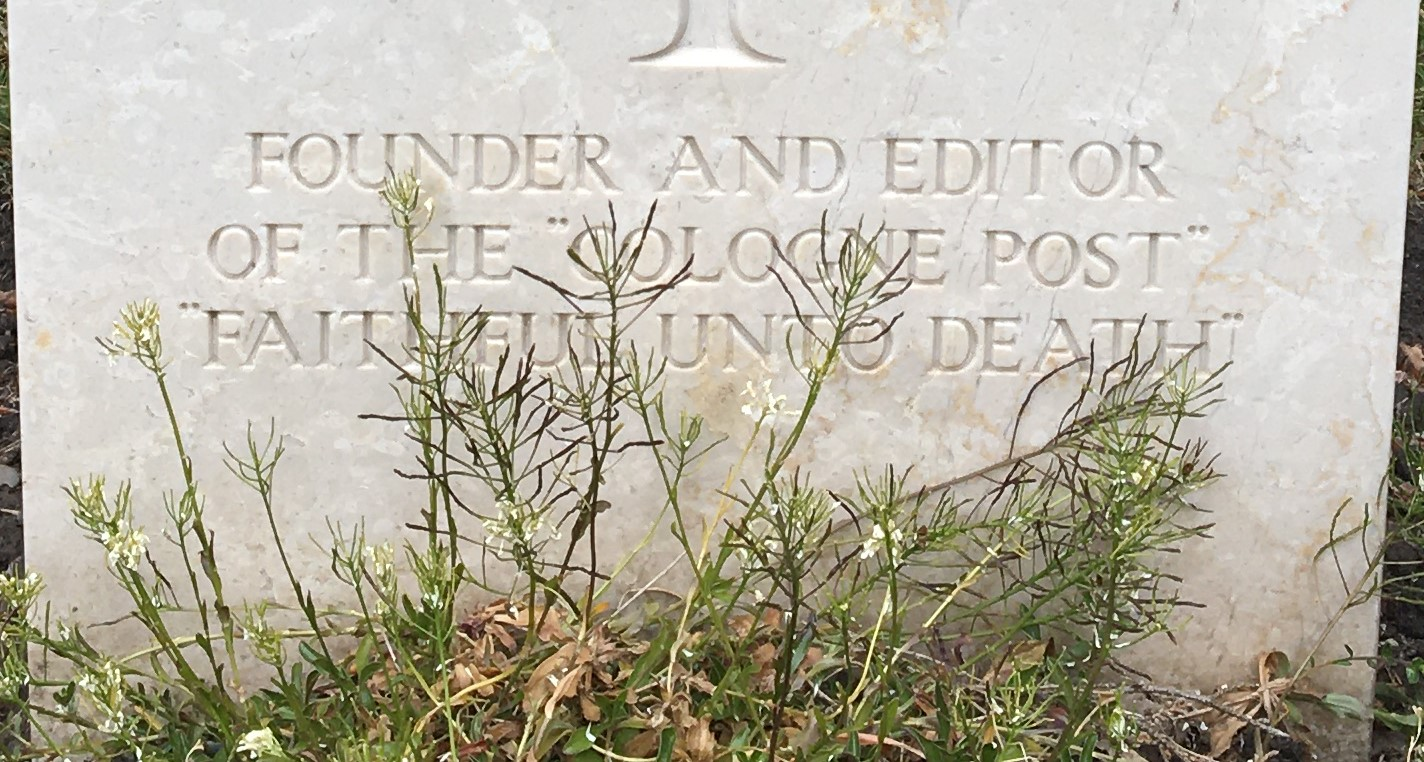
Inschrift Gründer "The Cologne Post"

1921 verstarb er und ist auf dem Kölner Südfriedhof im Commonwealth-Ehrenfriedhof bestattet.
Die Grabinschrift lautet: FOUNDER AND EDITOR OF THE "COLOGNE POST" "FAITHFUL UNTO DEATH". Die Grabnummer ist VII. B. 13.

## Gründung The Cologne Post
Rolston war Offizier der Buffs (Royal East Kent Regiment) mit Dienstgrad Captain. 1919 gründete er in Auftrag der Rheinarmee die Zeitung The Cologne Post. Als Chefredakteur leitete er die Zeitung in den Anfangsjahren. Mit der Verlegung starker britischen Truppenteile nach Oberschlesien unter der Führung des vormaligen Kommandanten der britischen Besatzung in Köln, William Heneker in Folge des dritten Aufstands in Oberschlesien erschienen im Sommer 1921 vom 17. Juni bis zum 6. August 1921 Sonderausgaben der Cologne Post für die britischen Soldaten in Oppeln. Dies zerrte so sehr an seinen Kräften, so dass er 1921 verstarb. Er ist auf dem Kölner Südfriedhof im Commonwealth-Ehrenfriedhof bestattet. Die Grabinschrift lautet: FOUNDER AND EDITOR OF THE "COLOGNE POST" "FAITHFUL UNTO DEATH".